# Zece Prăjini, Iași
Zece Prăjini este un sat în comuna Dagâța din județul Iași, Moldova, România.
Localitatea a fost înființată în secolul al XIX-lea de către domnitorul Alexandru Ioan Cuza, prin împroprietărirea mai multor familii de țigani (romii de azi) cu câte zece prăjini de pământ, fapt de la care și-a luat numele.
Satul Zece Prăjini, sat cu denumirea veche de Ursari, este cel mai nou sat al comunei, atestat documentar din anul 1921.
Calea ferată trece paralel cu satul. Paralel cu calea ferată este și strada principală unde se află toate instituțiile: biserica, școala și câteva baruri și magazine alimentare. Casele sunt dispunse de-a lungul străzii și se formează câteva străzi secundare, perpendiculare cu strada principală, străzi ce urcă spre deal.
Sursa: document primaria Dagita